# Mammoth Spring
Mammoth Spring és una població dels Estats Units a l'estat d'Arkansas. Segons el cens del 2000 tenia 1.147 habitants.

## Demografia
Segons el cens del 2000, Mammoth Spring tenia 1.147 habitants, 509 habitatges, i 350 famílies. La densitat de població era de 328 habitants/km².
Dels 509 habitatges en un 28,1% hi vivien nens de menys de 18 anys, en un 55,6% hi vivien parelles casades, en un 11,2% dones solteres, i en un 31,2% no eren unitats familiars. En el 29,3% dels habitatges hi vivien persones soles el 17,1% de les quals corresponia a persones de 65 anys o més que vivien soles. El nombre mitjà de persones vivint en cada habitatge era de 2,25 i el nombre mitjà de persones que vivien en cada família era de 2,75.
Per edats la població es repartia de la següent manera: un 23,6% tenia menys de 18 anys, un 5,2% entre 18 i 24, un 23,4% entre 25 i 44, un 25,6% de 45 a 60 i un 22,1% 65 anys o més.
L'edat mediana era de 43 anys. Per cada 100 dones de 18 o més anys hi havia 82,1 homes.
La renda mediana per habitatge era de 20.588 $ i la renda mediana per família de 26.438 $. Els homes tenien una renda mediana de 18.750 $ mentre que les dones 16.328 $. La renda per capita de la població era de 12.487 $. Entorn del 13,6% de les famílies i el 19,3% de la població estaven per davall del llindar de pobresa.

## Poblacions més properes
El següent diagrama mostra les poblacions més properes.